# Micralestes eburneensis
Espèce
Synonymes
- Hemigrammopetersius (Rhabdalestes) eburneensis Géry, 1977
- Rhabdalestes eburneensis Poll, 1967

Statut de conservation UICN

 EN  : En danger
Micralestes eburneensis est une espèce de poisson appartenant à la famille des Alestidés.